# Gilsoft
Gilsoft International Ltd. fue una empresa británica dedicada al mundo de la aventura conversacional en la década de los 80. Sus obras más conocidas son los parsers Quill y PAWS, así como la ampliación para gráficos de Quill llamada Illustrator. Además de esto algunas aventuras salieron publicadas con su sello.
Gilsoft tuvo entre sus filas a conocidos autores de parsers como Graeme Yeandle o Tim Gilberts.
Estaban situados en 30 Hawtorn Road, Barry, South Glamorgan, CF6 8LE. 

## Producción
- 1983
  - Denis Through the Drinking Glass
  - Devil's Island
  - Diamond Trail
  - Magic Castle
  - Spy-Plane
  - The Quill
  - Time-Line
- 1984
  - Africa Gardens
  - The Adventures of Barsak the Dwarf
  - The Mindbender
- 1985
  - Crystal Frog
  - Madcap Manor
  - The Hollow
- 1986 
  - Professional Adventure Writer (PAWS)
  - The Moreby Jewels
  - The Ticket
- 1987 
  - Escape to Eskelos
  - The Illustrator (suplemento gráfico para The Quill)